# Кантолі
Кантолі (Кандалі) — ранньосередньовічна індуїзована держава, що панувала на півдні острова Суматра. Припинила існування внаслідок протистояння з Мелаю та Тулангбавангом.

## Історія
Кантолі є власне китаїзований варіантом назви держави. На санскриті вона звучить як Кунтала. Китайські записи вказують на те, що Санфоці (Шривіджая) раніше називався Кантолі, що спонукали істориків вважати Кантолі попередником Шривіджаї.
Початок утворення Кантолі до тепер є предметом дискусій. Так, припускають, що воно утворилося під час занепаду держави Кандіс, що тривалий час була провідним державним утворенням на східній та південносхідній Суматрі. На думку С. Сартоно це сталося внаслідок розпаду вождівства Ко-Ін (Коїнг, що є також китайським варіантом назви), коли в їхньому головному порті (сучасна територія Муара-Тебо) між регіоном Керінчі (на західному узбережжі) та Зондськими островами виникли труднощі для причалювання торговельних суден через замулення затоки. Тому порт і столицю було перенесено на східне узбережжя, в район Куала-Тунгкал, де й виник Кантолі. Перша письмова згадка про Кантолі відноситься до V ст.
Під час правління династії Лю Сун Кантолі відправив кілька посольств до Китаю, з яким підтримувалися активні торговельні та культурні відносини. Магараджа Шрі Варанарендра відправив індуса Рудру з посольством між 454 і 464 роками, його син Віджаяварман зробив те саме в 519 році.
Торгівля обмежується наприкінці VI ст., що обмежила наповнення скарбниці та послаблення війська. Цим скористалися сусіди — Мелаю і Тулангбаванг, що перемогли та розділили територію Кантолі.

## Територія
Розташовувалося на півдні Суматри десь між Джамбі та Лампунгом, включаючи значну частину останнього.

## Господарство
Основу становили торгівля, добування корисних копалень, деревообробка. Торгівля з Китаєм за часів династії Лю Сун приносила чималі статки до державної скарбниці. З утворенням імперії Суй обсяг торгівлі скоротився через жорстку економію китайського імператорського двору: було заборонено усі предмети розкоші, які постачалися насамперед з Кантолі.